# Archipiélago de las Lucayas
El archipiélago de los Lucayos  es un grupo de islas del Mar Caribe que comprenden a las islas Bahamas y las Islas Turcas y Caicos (territorio británico de ultramar). Está localizado en el área subcontinental de América Central Insular, al oeste del océano Atlántico Norte, al norte de Antillas, y al este y sureste del estado de Florida (Estados Unidos de América).
Según un escrito de William Keegan, dicho archipiélago abarca los territorios de Bahamas, Turcas y Caicos, y añadió: «consideraciones políticas aparte, las islas forman un solo archipiélago con características geológicas, ecológicas y culturales en común»; comprendiendo de este modo, que este es distinto a los archipiélagos de las Antillas.  
A pesar de que ninguna de estas islas tienen costas en el mar Caribe, se las consideraba parte de las Indias Occidentales (denominación histórica) y aparecen integradas dentro de las islas del Caribe, por cercanía y conveniencia.

## Geografía

Mapa de las islas Bahamas.

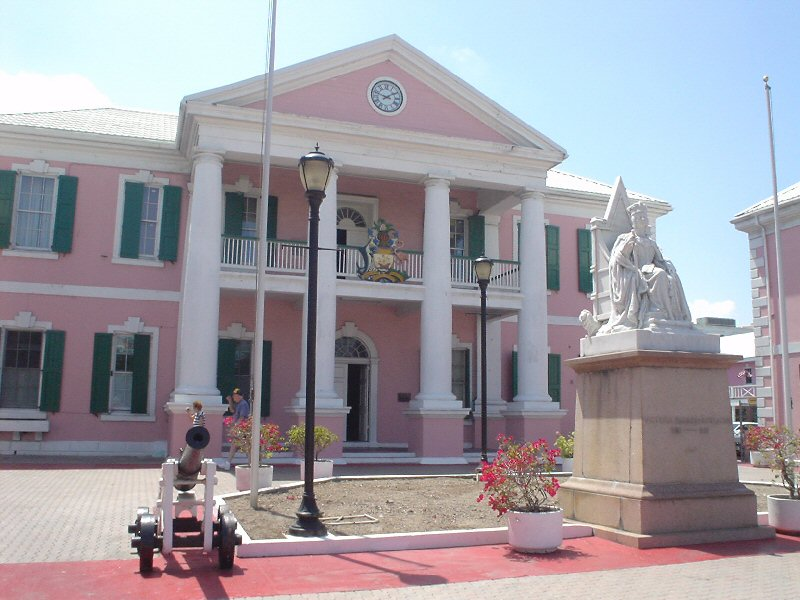
Parlamento de Bahamas, localizado en Nassau.

El territorio del archipiélago Lucayas está dividido en dos áreas geográficas que son: islas Bahamas e Islas Turcas y Caicos.
Islas Bahamas: son un grupo de cerca de setecientas islas y cayos que se hallan en el océano Atlántico occidental frente a las costas de la Florida. Andros es la isla más grande, situada a unos 230 km al sudeste de la Florida. Las islas Bimini están al noroeste. Al norte se sitúa la isla de Gran Bahama, donde se encuentra la segunda ciudad más grande del país, Freeport. La isla de Gran Ábaco está al lado, al este. La segunda isla más grande, Gran Inagua, está en la parte meridional. 
Otras islas importantes son Eleuthera, Cat, San Salvador, Acklins, Crooked y Mayaguana. Nassau es la capital y la ciudad más grande, localizada en Nueva Providencia. La mayor parte del país es plano aunque las islas tienen una costa muy irregular. El punto más alto del país es el monte Alvernia, de 63 metros de altura sobre el nivel del mar, situado en la isla de Alvernia.

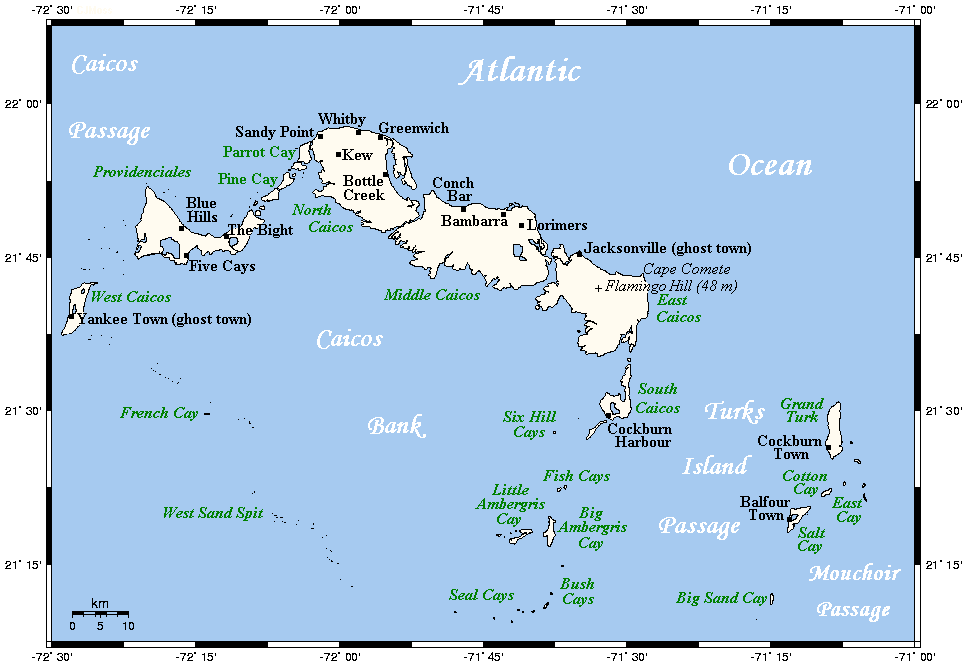
Mapa de las Islas Turcas y Caicos.

Islas Turcas y Caicos: son dos grupos de islas que se encuentran en el Océano Atlántico Norte, al sureste de las Bahamas, al noreste de Cuba, a unos 160 km (99 mi) al norte de La Española, y a aproximadamente 1000 km (620 mi) de Miami en los Estados Unidos de América, en unas coordenadas de 21°44′N 71°48′W. 
El territorio es geográficamente contiguo a las islas Bahamas, ambos comprenden el archipiélago Lucayo, pero políticamente es una entidad separada. Las Islas Caicos están separadas por el Pasaje Caicos de las islas bahameñas más cercanas, Mayaguana y Gran Inagua. La masa de tierra extranjera más cercana de las Islas Turcas y Caicos es la isla bahameña de Little Inagua, a unos 48 km de West Caicos. Las ocho islas principales y más de 22 islas más pequeñas tienen una superficie total de 616.3 km². 